# Wolfgang Zerlett
Wolfgang W. Zerlett (* 25. Juni 1942 in München) ist ein deutscher Schauspieler.

## Leben
Er ist der Sohn des Regisseurs und Drehbuchautors Hans H. Zerlett. Nach der Schule ließ er sich zum Schauspieler ausbilden. Wolfgang Zerlett wirkte in ca. 70 Fernsehproduktionen mit. Seine bekannteste Rolle ist Meyer Zwo, den er in 40 Folgen der Serie Der Alte gespielt hat. Außerdem spielte er in der fünfteiligen Serie Acht Stunden sind kein Tag unter der Regie von Rainer Werner Fassbinder sowie in einigen Folgen der Serien Wolffs Revier, SOKO 5113, in mehreren Episoden der Reihe Tatort, in Es muß nicht immer Kaviar sein und in Detektivbüro Roth mit.
Neben diesen Fernsehproduktionen hatte Zerlett auch Theaterengagements in Deutschland und der Schweiz.
Wolfgang Zerlett hat einen Sohn.

## Filmografie (Auswahl)
- 1968: Der Arzt von St. Pauli
- 1969: Polizeifunk ruft – Die Erpresser
- 1970: Der Kommissar (TV-Serie, eine Folge)
- 1972: Hamburg Transit – Besuch aus Denver
- 1974: Unter Ausschluß der Öffentlichkeit (TV-Reihe)
- 1975: Tatort: Tod eines Einbrechers
- 1979: Die wunderbaren Jahre
- 1979: Kommissariat 9 (Folge Nachtschatten-Salami)
- 1979–1987: Der Alte (TV-Serie, 37 Folgen)
- 1980: Tatort – Der Zeuge
- 1981: Nach Mitternacht
- 1989: Otto – Der Außerfriesische
- 1994: Tatort – Der schwarze Engel